# 아르헨티나, 1985년
"아르헨티나, 1985년"(Argentina, 1985)은 2022년 개봉한 아르헨티나의 역사 드라마 영화로, 산티아고 미트레가 감독을 맡았다. 제79회 베네치아 국제 영화제(2022년) 황금사자상 경쟁후보작이자 제95회 아카데미상(2023년) 국제영화상 후보작이다. 제80회 골든 글로브상(2022년) 외국어영화상 수상작이다.